# Cerrito de Guadalupe
Cerrito de Guadalupe är en ort i Mexiko.   Den ligger i kommunen Dolores Hidalgo och delstaten Guanajuato, i den centrala delen av landet, 260 km nordväst om huvudstaden Mexico City. Cerrito de Guadalupe ligger 2 028 meter över havet och antalet invånare är 109.
Terrängen runt Cerrito de Guadalupe är platt åt sydost, men åt nordväst är den kuperad. Terrängen runt Cerrito de Guadalupe sluttar österut. Runt Cerrito de Guadalupe är det ganska tätbefolkat, med 93 invånare per kvadratkilometer. Närmaste större samhälle är Dolores Hidalgo, 12,0 km norr om Cerrito de Guadalupe. Trakten runt Cerrito de Guadalupe består i huvudsak av gräsmarker.